# Lučići
Lučići su naseljeno mjesto u općini Kakanj, Federacija Bosne i Hercegovine, BiH.

## Povijest
U ranim jutarnjim satima 8. lipnja 1993. godine počeo je napad Armije BiH na Hrvatima nastanjena sela u kakanjskoj općini. U tim napadima sudjeluju postrojbe Armije BiH iz Kaknja, Zenice, Visokog i Breze. Napadnuti su Lučići s nakanom da se presiječe komunikacija između Kraljeve Sutjeske i Vareša. Tada su postrojbe Armije BiH ubili dvoje Hrvata, a više ih je ranjeno. 

## Stanovništvo

### 1991.
Nacionalni sastav stanovništva 1991. godine, bio je sljedeći:
ukupno: 288
- Hrvati - 122
- Muslimani - 104
- ostali, neopredijeljeni i nepoznato - 2

### 2013.
Nacionalni sastav stanovništva 2013. godine, bio je sljedeći:
ukupno: 29
- Bošnjaci - 22
- Hrvati - 5
- ostali, neopredijeljeni i nepoznato - 2

## Religija
Lučići pripadaju Vrhbosanskoj nadbiskupiji Rimokatoličke crkve, Sutješkom dekanatu župe sv. Ivana Krstitelja u Kraljevoj Sutjesci, koju pastoriziraju franjevci Bosne Srebrene. U mjestu je jedno rimokatoličko groblje.